# محور سنبله
در گیاه‌شناسی خط یا امتدادی که گل‌ها روی آن واقع‌اند و مشخص کنندهٔ نوع گل‌آذین استف محور سُنبُله یا میان‌آسه (به انگلیسی: Rachis) نامیده می‌شود. محور سنبله خطی است که در برگ‌های مرکب ، برگچه‌ها بر روی آن قرار گرفته‌اند.
گل‌آذین در گندم سنبله نامیده می‌شود، سنبله شامل یک محور زیگزاگ به نام محور سنبله است که روی آن انشعابات کوتاهی به نام محور سنبلچه (Rachilla) قرار گرفته‌است و شامل قسمت‌های زیر است.
الف) محور سنبله (Rachis): به صورت زیگزال بوده و مهمترین عمل محور سنبله نگهداری سنبله است. سنبله از واحدهای کوچکتری که روی یک بند محور اصلی قرار گرفته و سنبلچه نام دارد تشکیل شده‌است.
ب) محور سنبلچه (Rachilla): روی محور سنبله برآمدگی‌هایی وجود دارد که محل اتصال سنبلچه به محور می‌باشد و به آن محور سنبلچه می‌گویند.
ج) سنبلچه: مجموعه‌ای از یک یا چند گلچه و پوشش اطراف آن می‌باشد. تعداد گلچه‌های موجود در هر سنبلچه بستگی به رقم، شرایط محیطی و زمان گلدهی دارد. گل آذین گندم دارای ۳ گلچه می‌باشد که گلچه میانی آن عقیم است.